# HSL-Oost
La HSL-Oost (traduisible en français par « LGV Est », HSL pour hogesnelheidslijn en néerlandais) était une proposition pour une nouvelle ligne à grande vitesse (LGV) aux Pays-Bas. Elle devrait relier Amsterdam à l'Allemagne via les villes d'Utrecht et Arnhem. Son tracé, pas encore défini, devrait remplacer la ligne historique longeant le Rhin (Rhijnspoorweg).

## Histoire
Le projet de nouvelle ligne jusqu'à la frontière allemande afin d'assurer une liaison rapide entre Amsterdam et Francfort-sur-le-Main remonte au plan « Rail 21 », adopté en 1989. Initialement prévue pour 2000, sa réalisation est successivement repoussée à 2003 puis 2006.
Les études pour la LGV sont suspendues en 2001. Toutefois, le projet, dont l'étude de faisabilité est renvoyée après 2020, prévoit aussi des liaisons supplémentaires entre Utrecht et Arnhem grâce à l'amélioration de la ligne historique, sur laquelle circulent actuellement des ICE assurant la liaison avec l'Allemagne. Dans le cadre de ce service, la ligne entre Amsterdam et Utrecht est agrandie à quatre voies au lieu de deux, les deux voies extérieures étant parcourables à 200 km/h grâce à une électrification en 25 kV 50 Hz, tandis que les deux voies intérieures le sont à 160 km/h. La mise en service est effective depuis le 25 avril 2007, avec de l'ETCS niveau 2, les trains circulant toujours à 140 km/h dans un premier temps.
En dépit de la densité urbaine de plusieurs lieux de passage et des réserves naturelles boisées de la Veluwe qui ne facilitent pas sa réalisation, à l'inverse de la HSL-Zuid qui traverse le Groene Hart, relativement peu dense et dégagé, la ligne n'est pas abandonnée, mais mise « au placard ». En 2018, Roger van Boxtel, président-directeur général de Nederlandse Spoorwegen (NS), demande le relancement des études de faisabilité.